# Stigmacros inermis
Stigmacros inermis är en myrart som beskrevs av Mcareavey 1957. Stigmacros inermis ingår i släktet Stigmacros och familjen myror. Inga underarter finns listade i Catalogue of Life.